# Ion Dragoumis
Ion Dragoumis (in greco Ίων Δραγούμης?) è un ex comune della Grecia nella periferia della Macedonia Occidentale di 3.457 abitanti secondo i dati del censimento 2001.
È stato soppresso a seguito della riforma amministrativa detta Programma Callicrate in vigore dal gennaio 2011 ed è ora compreso nel comune di Orestida.
Il nome del comune deriva dal diplomatico e rivoluzionario omonimo.